# This Woman Is Dangerous
This Woman Is Dangerous, in Nederland uitgebracht onder de titel Deze vrouw is gevaarlijk, is een film uit 1952 onder regie van Felix E. Feist. De film gaat over een slechtziende die nog altijd achterna wordt gezeten door een gangster.

## Rolverdeling
| Acteur        | Personage               |
| ------------- | ----------------------- |
| Joan Crawford | Elizabeth 'Beth' Austin |
| Dennis Morgan | Dr. Ben Halleck         |
| David Brian   | Matt Jackson            |
| Richard Webb  | James A. Franklin       |
| Mari Aldon    | Ann Jackson             |
| Philip Carey  | Will Jackson            |